# David Almeida

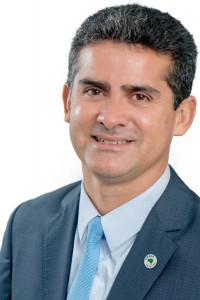
David Almeida

David Antônio Abisai Pereira de Almeida, bekannt als David Almeida, (* 8. Februar 1969 in Manaus) ist ein brasilianischer Politiker. Er war Gouverneur des Bundesstaates Amazonas und ist seit 2021 Stadtpräfekt der Hauptstadt Manaus.

## Leben
Almeida ist der Sohn von Benedito Almeida und Rosa Almeida und wurde im bairro Morro da Libertade in Manaus geboren. Er studierte Rechtswissenschaften mit einem B.A.-Abschluss an der Universidade Luterana de Manaus (Ulbra) und gehört der protestantischen Freikirche der Siebenten-Tags-Adventisten an.

## Politische Laufbahn
Seine politische Laufbahn begann 2006, als er zum Landesabgeordneten in die Legislativversammlung von Amazonas gewählt wurde.
Almeida ist ein „Parteienwechsler“, er gehörte von 1995 bis 2006 dem Partido Social Liberal (PSL) an, dann folgten von 2006 bis 2007 der Partido dos Aposentados da Nação (PAN), von 2007 bis 2011 der Partido da Mobilização Nacional (PMN), von 2011 bis 2018 der Partido Social Democrático (PSD), von 2018 bis 2019 der Partido Socialista Brasileiro (PSB) und seit 2019 die Partei AVANTE.
Vom 9. Mai 2017 bis 4. Oktober 2017 war er interimistisch in Nachfolge von José Melo de Oliveira	Gouverneur des Bundesstaates. Die beiden letzten Jahre im Parlament war er Präsident der Legislativversammlung.
2020 gewann er die Stichwahl bei der Kommunalwahl in Brasilien 2020 um das Amt als Bürgermeister in Manaus gegen Amazonino Armando Mendes von den Podemos (PODE). Durch ein Wahlunterstützungsbündnis mit den Parteien AVANTE, PMB, PTC, PRTB, PV, DEM und PROS erreichte er 466.970 oder 51,27 % der gültigen Stimmen.